# Chujophila callopyga
Chujophila callopyga är en insektsart som beskrevs av Irena Dworakowska 1997. Chujophila callopyga ingår i släktet Chujophila och familjen dvärgstritar.
Artens utbredningsområde är Madagaskar. Inga underarter finns listade i Catalogue of Life.